# José Aguilar Santisteban
José Eugenio Aguilar Santisteban (* Chulucanas, 1946-Piura, 2008) fue un  político y luchador social peruano. Fue diputado por Piura y tres veces alcalde  de Piura.

## Biografía
Nació el 15 de diciembre de 1946 en el Distrito de Chulucanas, Provincia de Morropón. Fue hijo de César Aguilar Vera y de Laura Santisteban, séptimo de catorce hijos.  Realizó sus estudios primarios en el colegio Niño Jesús de Praga de Chulucanas para luego, a los ocho años de edad, trasladarse a radicar con su familia al distrito de Castilla, culminando su educación primaria en el colegio Ex 21. Su educación secundaria transcurre por la Gran Unidad Escolar San Miguel de Piura, el colegio Miguel Cortés y el Instituto Agropecuario de Chiclayito en el Distrito de Castilla. 
Se casó con Ruby Rodríguez con quien tuvo dos hijos.
Fue Prefecto del Departamento de Piura (1988-1989) y diputado por el mismo Departamento, representando al Partido Aprista Peruano para el periodo 1990-1995, que no llegó a completarse por el cierre del Congreso en 1992.  Luego fundó su propia agrupación, el Movimiento Obras más obras, alcanzando la alcaldía provincial en dos periodos consecutivos (1993-1996 y 1996-1998).
Durante su primer y segundo gobierno inició un proyecto de edición de libros de autores piuranos. Sin embargo, es la construcción de la Biblioteca Municipal la que significa uno de sus mejores logros.
Asumió nuevamente la Alcaldía Provincial de PIURA para el periodo 2007-2010, que no llegó a completar por padecer un cáncer al páncreas.
Falleció el 5 de agosto del 2008 víctima de cáncer de páncreas, siendo sus restos velados en la iglesia San Sebastián y sepultados en el Cementerio Metropolitano de Piura.